# Тарзан и затерянный город
«Тарзан и затерянный город» (англ. Tarzan and the Lost City) — американский кинофильм 1998 года выпуска режиссёра Карла Шенкеля. Съёмки проходили в Южно-Африканской Республике. В главных ролях снимались Каспер Ван Дин, Джейн Марч и Стивен Вэддингтон.

## Сюжет
В 1913 году, в ночь перед свадьбой Джейн Портер с Джоном Клейтоном (более известным как Тарзан), ее жених получает тревожное видение своей родины в опасности. К сожалению Джейн, Клейтон уезжает в Африку, чтобы помочь. Английский исследователь Найджел Рейвенс ищет легендарный город Опар, чтобы разграбить его древние сокровища. Но затем Джейн решает следовать за своим женихом, и он должен защитить ее, в то же время пытаясь остановить Рейвенса и его людей.

## В ролях
- Каспер Ван Дин — Джон Клейтон / Тарзан
- Джейн Марч — Джейн Портер
- Стивен Вэддингтон —  Найджел Рейвенс
- Адам Кроусделл  —  Льюис

## Отзывы
Фильм получил разгромные отзывы от кинокритиков, главным образов из-за дешёвых съёмок (при бюджете в $20 000 000), плохих визуальных эффектов и недоработок сценария. На Rotten Tomatoes у «Тарзана» низкий рейтинг (6%) с пометкой "гнилой".
Одну из немногих положительных оценок дал Лоуренс Ван Гелдер из «The New York Times», которому в целом понравилась атмосфера фильма.